# Monomitopus conjugator
Monomitopus conjugator är en fiskart som först beskrevs av Alcock, 1896.  Monomitopus conjugator ingår i släktet Monomitopus och familjen Ophidiidae. Inga underarter finns listade i Catalogue of Life.